# 키에티도
키에티도(이탈리아어: Provincia di Chieti)은 이탈리아 아브루초주의 도이다. 도청 소재지는 키에티이다. 면적은 2,588 km2, 인구는 381,993(2001)이다.